# Mårten Stenberger

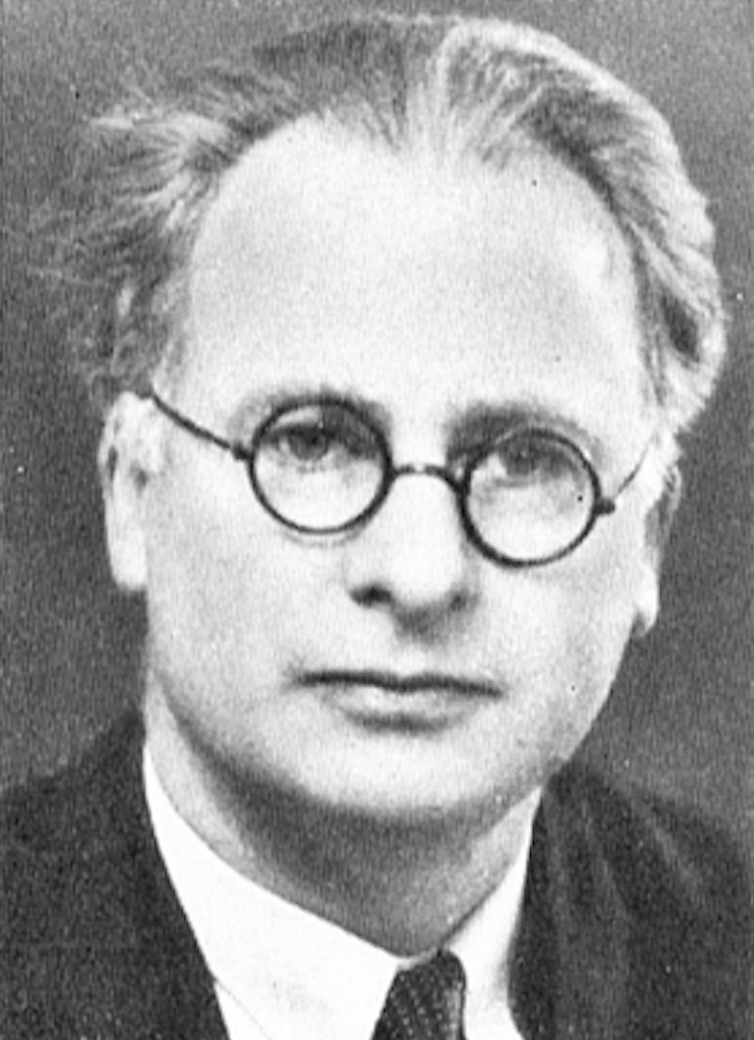
Mårten Stenberger

Mårten Karl Herman Stenberger (* 27. März 1898 in Göteborg; † 19. Januar 1973 in Danderyd Stockholms län) war ein schwedischer Prähistoriker. Sein Spezialgebiet waren eisenzeitliche Siedlungen. Er nahm an vielen Ausgrabungen auf Öland, Gotland und Grönland teil.

## Leben und Werk
Mårten Stenbergers Eltern waren der Kaufmann Karl Nilsson Stenberger und Beda Kristina Stenberger (geborene Eriksson). Er erwarb einen Masterabschluss in Geographie, Geologie, Mineralogie und Skandinavische und vergleichende Archäologie, sein Hauptinteresse galt jedoch zunächst der Geologie.
Seine 1933 erschienene Dissertation mit dem Titel Öland under äldre järnåldern (Öland während der älteren Eisenzeit) wird als erste schwedische Veröffentlichung mit einer deutlich architekturarchäologischen Orientierung angesehen.
Stenberger wirkte an zahllosen Ausgrabungen mit. Die Sommer verbrachte er auf Ausgrabungen eisenzeitlicher Siedlungen auf der schwedischen Insel Öland, in den 1930ern schloss er sich einer dänischen Expedition nach Grönland an, wo er Häuser aus der Wikingerzeit ausgrub. Seit 1934 verbrachte er die Sommer auf Öland und hielt im Winter seine Vorlesungen in Uppsala. Von 1946 bis 1950 ergrub er bei Vallhagar auf Gotland eine Stadt mit steinernen Häusern, die Ergebnisse veröffentlichte er 1955 in zwei ausführlichen Bänden.
Von 1952 bis 1965 folgte er Oscar Almgren (1869–1945) und Sune Lindqvist (1887–1976) als Professor für Archäologie an der Universität Uppsala. Seine Nachfolge trat Bertil Almgren (1919–2011) an.

## Veröffentlichungen (Auswahl)
- Öland under äldre järnåldern. Akademiens Förlag, Stockholm 1933
- Die Schatzfunde Gotlands der Wikingerzeit. Almqvist & Wiksell, Stockholm 1958
- Eketorp, eine befestigte eisenzeitliche Siedlung auf Öland. Vandenhoeck u. Ruprecht, Göttingen 1970
- Nordische Vorzeit. Band 4: Vorgeschichte Schwedens. Wachholtz, Neumünster 1977, ISBN 3-529-01805-8
- Vorgeschichte Schwedens. Akademie-Verlag, Berlin 1977